# هشدار (فیلم ۲۰۲۱)
هشدار (به انگلیسی: Warning) یک فیلم علمی تخیلی و دلهره‌آور محصول سال ۲۰۲۱ به کارگردانی آگاتا الکساندر در اولین کارگردانی خود، بر اساس فیلمنامه‌ای از الکساندر، جیسون کی و راب مایکلسون با بازی الکس پتیفر، آلیس ایو، آنابل والیس، بندیکت ساموئل، شارلوت لوبون، توماس جین، پاتریک شوارتزنگر، روپرت اورت، توماش کات، کایلی بانبری و گرونس ماریلیه است. این فیلم برای اولین بار در جشنواره فیلم سیتخس ۲۰۲۱ به نمایش درآمد.

## داستان
این تریلر علمی تخیلی که در آینده‌ای نه چندان دور اتفاق می‌افتد، عواقبی را که بشریت با تبدیل شدن به فناوری دانای کل جایگزینی برای تماس انسانی با آن مواجه می‌شود، بررسی می‌کند. اما زندگی زمانی شروع به آشکار شدن می‌کند که یک طوفان جهانی باعث از بین رفتن وسایل الکترونیکی می‌شود که منجر به عواقب وحشتناک و مرگ‌بار می‌شود.»

## تولید
فیلمبرداری اصلی در ۱۳ مارس ۲۰۱۹ آغاز شد.

## بازخوردها
در گردآورنده نقد راتن تومیتوز بر اساس ۱۰ نقد، با میانگین امتیاز ۴٫۸ از ۱۰، دارای ۳۰٪ تأیید شده‌است."، نشان دهنده "بررسی‌های ترکیبی یا متوسط".